# Бисер Иванов (офицер)
Бисер Денчев Иванов е български офицер, генерал-майор от МВР.

## Биография
Роден е на 13 декември 1951 г. в Плевен. От 15 август 1983 до 8 август 1989 г. е разузнавач в отделение „Икономическо“ на Държавна сигурност на Окръжното управление на МВР-Плевен. След това е повишен в старши разузнавач. Последователно преминава през длъжностите инспектор, старши инспектор в група „Координация и информационно-аналитична дейност“ при РДВР, началник на група в сектор „Координация и информационно-аналитична дейност“. От 2003 е директор на РДВР-Плевен. На 27 декември 2005 г. е удостоен с висше офицерско звание генерал-майор. В периода 17 септември 2007 – 31 март 2009 г. е началник на сектор.